# میلوراد کریووکاپیچ
میلوراد کریووکاپیچ (انگلیسی: Milorad Krivokapić؛ زادهٔ ۸ ژانویهٔ ۱۹۵۶) بازیکن واترپلو اهل یوگسلاوی است.
وی در مسابقات کشوری و بین‌المللی در مجموع برندهٔ ۱ مدال طلا، ۱ مدال نقره شده‌است.